# 플러그 묘

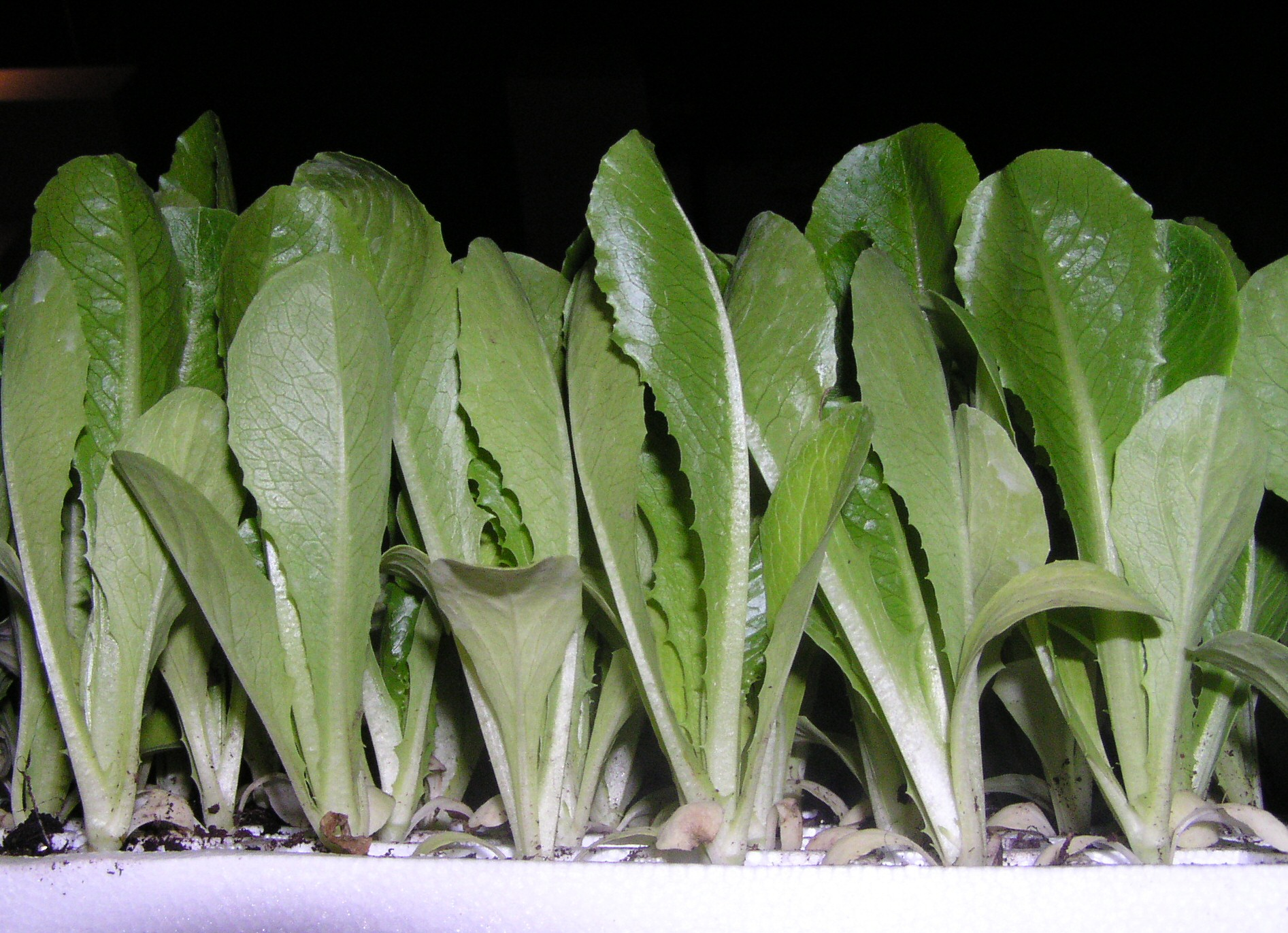

플러그 묘(Plug)는 응집성이 있는 소량의 배지가 담긴 개개의 셀에서 생육된 묘이다. 플러그 묘 생산시스템에서는 종자를 기계적으로 수십 내지 수백 개의 셀을 가진 플러그 판에 파종하여 한 셀에서 하나의 식물체가 생산된다. 재배방식과 비교하여 파종속도와 정확성이 높고, 묘가 균일하고, 이식작업시 상처를 줄이고, 묘의 생장속도가 빠르고, 묘의 수송과 취급이 용이하며, 공간 이용효율이 좋고, 노동력이 적게드는 등의 장점이 있다.